# Mapple Glacier
Mapple Glacier är en glaciär i Antarktis. Den ligger i Västantarktis. Argentina, Chile och Storbritannien gör anspråk på området. Mapple Glacier ligger 308 meter över havet.
Terrängen runt Mapple Glacier är kuperad åt nordost, men åt sydväst är den bergig. Terrängen runt Mapple Glacier sluttar österut. Trakten är obefolkad. Det finns inga samhällen i närheten.